# Parafia św. Maksymiliana Marii Kolbego w Rzepedzi
Parafia św. Maksymiliana Marii Kolbego w Rzepedzi − parafia rzymskokatolicka znajdująca się w archidiecezji przemyskiej w dekanacie Rzepedź.

## Historia
Rzepedź była lokowana w 1526 roku i była zamieszkana przez prawosławnych. W 1657 roku wieś zniszczył najazd wojsk Rakoczego. W 1921 roku w Rzepedzi było 745 grekokatolików, 44 rzymsko-katolików i 28 żydów. W 1947 roku w czasie Akcji „Wisła” grekokatolików wysiedlono. Pozwolono pozostać tylko kilku rodzinom zatrudnionych na kolei. Po 1956 roku część dawnych mieszkańców powróciła. W 1962 roku otworzono Bieszczadzkie Zakłady Przemysłu Drzewnego, a obok zakładu zbudowano osiedle pracownicze dla ok. 700 osób. 
W 1977 roku została zbudowana salka katechetyczna. 3 maja 1979 roku rozpoczęto odprawiać msze święte w kaplicy przy salce katechetycznej. W 1981 roku rozpoczęto budowę kościoła, a 19 września 1982 roku bp Ignacy Tokarczuk poświęcił kościół pw. św. Maksymiliana Marii Kolbego. 18 czerwca 1983 została erygowana parafia z wydzielonego terytorium parafii w Komańczy, ale informację tę ujawniono dopiero w 1984 roku. 
W 1987 roku został utworzony dekanat rzepedzki. W Rzepedzi znajduje się Dom Rekolekcyjny.
Na terenie parafii jest 1 800 wiernych (w tym: Rzepedź Osiedle – 1 050, Rzepedź wieś – 146, Jawornik – 44, Szczawne – 242, Kulaszne – 70, Turzańsk – 260, Wysoczany – 138).
Proboszczowie parafii:
1984–2019. ks. prał. Bolesław Burek.
2019– nadal ks. Adam Ryba.

## Kościół filialny
W 1949 roku w Kulasznem dawna cerkiew została zaadaptowana na kościół filialny parafii w Czaszynie, który pełnił też funkcję kaplicy filialnej greckokatolickiej. 10 marca 1974 roku kościół spłonął, a na jego miejscu zbudowano tymczasową kaplicę dla wiernych obu obrządków. Następnie zbudowano murowany kościół, który 27 listopada 1983 roku został poświęcony przez bpa Ignacego Tokarczuka, pw. Matki Bożej Nieustającej Pomocy.
Nowy kościół również był udostępniany dla grekokatolików. W 2004 roku grekokatolicy rozpoczęli budowę własnej cerkwi, która 15 lipca 2006 roku została konsekrowana.